# Невельской: плоды воображения
«Невельской: плоды воображения» — российский графический роман в стиле манга, созданный творческой группировкой Hero4Hero (мультидисциплинарные художники Роман Иванищев и Ксения Фролова). Сочетает исторические события освоения Дальнего Востока России с элементами фэнтези и технологиями дополненной реальности (AR). Издан в 2021 году как часть мультимедийного проекта, включающего выставки, лекции и инсталляции.

## Авторы и концепция
Проект разрабатывался с 2015 года как выпускная работа на курсах современного искусства владивостокскими художниками Ксенией Фроловой и Романом Иванищевым . В 2017 году к проекту присоединился сценарист Максим Андреев .  
Стиль манги выбран для эмоциональной передачи характеров персонажей и привлечения молодой аудитории. Название отсылает к концепции, что современный Дальний Восток — «плод воображения» исследователя Геннадия Невельского.

## Сюжет и особенности
Основой сюжета стали события Амурской экспедиции 1849–1855 гг. под руководством капитан-лейтенанта Невельского:
- Доказательство островного положения Сахалина (1849)[1][2]
- Основание Николаевского поста (1850) и объявление суверенитета России над территориями (36% современной РФ)[1][4]
- Конфликт с правительством, разрешённый лично Николаем I[1]

Исторические события переплетаются с мифологическими элементами: Невельской действует по велению чёрного дракона Амура, общается с шаманами и духами природы. При создании сюжета авторы консультировались с историками и работали в архивах.
Ключевая особенность — использование AR-технологий через мобильное приложение Argin, которое «оживляет» страницы: персонажи озвучивают диалоги, появляются 3D-анимации драконов и спецэффекты.

## Публикация и распространение
- Том 1 выпущен в 2021 году, Том 2 — в 2024[6]
- Бесплатные экземпляры распространены в 37 детских библиотек Приморья, Сахалина и Амурской области при поддержке МТС[3][6]
- Электронная версия доступна в сервисе «Строки»[6]
- Выставки проекта прошли в аэропорту Хабаровска (с 2020), музеях Благовещенска, Владивостока и др. городов (2022–2024)[1][4][5]

## Культурное значение
Проект получил признание как инструмент исторического просвещения:
- Победитель конкурса социально ориентированных НКО Приморья (2023)[4]
- Охвачено около 6000 подростков на лекциях и выставках (2023–2024)[4]
- Постоянная инсталляция в хабаровском аэропорту включает исторические артефакты XIX века и AR-анимацию[1]
- Планируется создание мультфильма и новой книги о дальневосточных героях[3][6]

## Награды и поддержка
- 2021: Специальная англоязычная мультимедийная версия проекта представлена в Павильоне России на Всемирной выставке Экспо-2020 в Дубае при поддержке Корпорации развития Дальнего Востока и Арктики и Минвостокразвития России [7] [8]
- 2022: Победитель конкурса Президентского фонда культурных инициатив в категории проектов креативных индустрий[9]
- 2023: Гран-при XII Региональной премии «Серебряный Лучник — Дальний Восток» (февраль)[10]
- 2023: Грант губернатора Приморского края [11]

## Критика
Проект получил освещение в региональных СМИ как новаторский подход к историческому просвещению. Издание PrimaMedia отмечало, что «авторам удалось создать увлекательный формат для молодёжи, сочетающий графический роман с технологиями дополненной реальности». Представители Амурского краеведческого музея подчеркивали образовательную ценность: «Инсталляция позволяет подросткам через AR-технологии погрузиться в историю освоения Дальнего Востока». В материалах официального сайта проекта указано, что выставки получили положительные отзывы от педагогов и библиотекарей Приморского края.